# Травассо
Травассо́ (порт. Travassô; МФА: [tɾɐ.vɐ.ˈso]) — колишня парафія в Португалії, в муніципалітеті Агеда. Перебувала у складі округу Авейру.  Входила до регіону Центр. За старим адміністративним поділом, що був чинним до 1976 року, територія парафії належала провінції Берегова Бейра.  Ліквідована 28 січня 2013 року. Увійшла до складу парафії Травассо і Ойш-да-Рібейра. Площа парафії — 8,16 км², населення — 1589 ос. (2011), густота населення — 194,73 осіб/км²
. Патрон — святий Михаїл. Поштовий індекс — 3750. Код  — 010117.

## Географія

Агеда (2013)
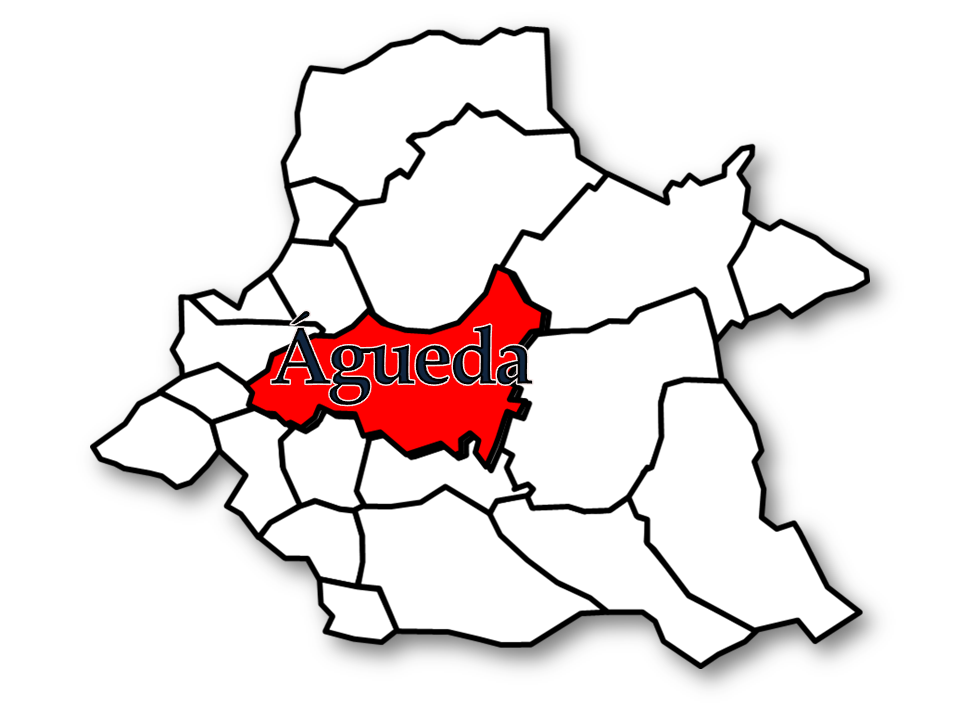
Агеда
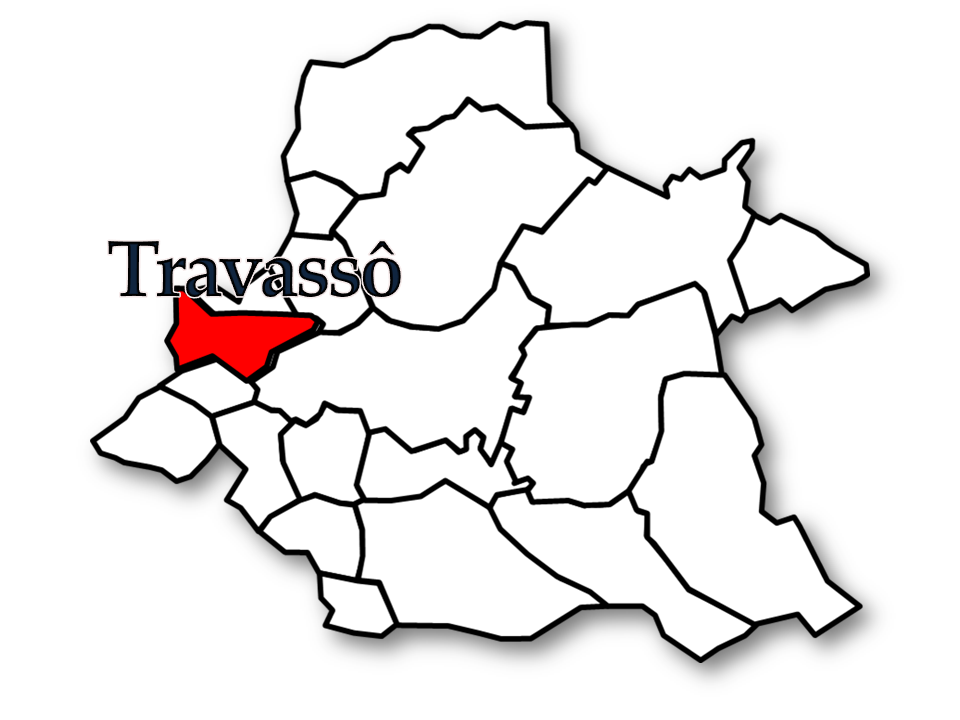
Травассо

## Населення
| Кількість мешканців | Кількість мешканців | Кількість мешканців | Кількість мешканців | Кількість мешканців | Кількість мешканців | Кількість мешканців | Кількість мешканців | Кількість мешканців | Кількість мешканців | Кількість мешканців | Кількість мешканців | Кількість мешканців | Кількість мешканців | Кількість мешканців |
| ------------------- | ------------------- | ------------------- | ------------------- | ------------------- | ------------------- | ------------------- | ------------------- | ------------------- | ------------------- | ------------------- | ------------------- | ------------------- | ------------------- | ------------------- |
| 1864                | 1878                | 1890                | 1900                | 1911                | 1920                | 1930                | 1940                | 1950                | 1960                | 1970                | 1981                | 1991                | 2001                | 2011                |
| 739                 | 665                 | 691                 | 733                 | 833                 | 838                 | 995                 | 1.064               | 1.121               | 1.124               | 1.167               | 1.387               | 1.522               | 1.727               | 1.589               |